# Alfred Chalk
Pour les articles homonymes, voir Chalk.
Alfred Ernest Chalk , né le 27 novembre 1874 à Londres dans le quartier de Plaistow et mort le 25 juin 1954 à Bridge dans le Kent, est un footballeur anglais. Avec l'Upton Park FC, il est champion olympique de football aux Jeux olympiques de 1900 à Paris.

## Biographie
Issu d'une famille de dix-huit enfants de la banlieue londonienne, Chalk est fils d'un chef de station de chemin de fer. Il marchera sur les traces de son frère en devenant employé de chemin de fer. Footballeur amateur, il est membre de différents clubs londoniens (Ilford, Barking Woodville, Essex). Mais c'est avec l'Upton Park FC qu'il participe aux Jeux olympiques de 1900 à Paris. Le 20 octobre 1900, les Britanniques battent la sélection française 4 buts à 0 devant cinq cents spectateurs, devenant les premiers champions olympiques de football.

## Source
- Ressources relatives au sport :   - Olympedia
  - Team GB